# Anaconda
Anaconda是Red Hat Enterprise Linux、CentOS、Fedora等操作系统的安裝管理程式。它以Python及C語言寫成，以圖形的PyGTK和文字的python-newt介面寫成。它可以用來自動安裝配置，使用戶能夠以最小的監督運行。
Anaconda安裝管理程式應用在RHEL，Fedora和其他一些項目，Anaconda提供純文字模式和GUI模式，用戶可以安裝在各種各樣的系統。
其詞源，Anaconda，指一種吃蜥蜴的蟒蛇。

## 外部連結
- Anaconda主頁（页面存档备份，存于）

1. ↑  . 2025年3月18日  [2025年3月19日].